# 児玉宿
児玉宿（こだまじゅく）は、武蔵国児玉郡児玉町、児玉街道（往還としては名称は川越児玉往還）にあった宿場。現在の埼玉県本庄市児玉町児玉にあたる。
『新編武蔵風土記稿』の「児玉町」によれば、天正の頃にはすでに駅場となっていたが、一旦衰え宿駅も廃止し、その後再度駅場となって八幡山町（武蔵国児玉郡）と隔月でその役を務めた。

## 最寄り駅
- 東日本旅客鉄道八高線 児玉駅

## 史跡・みどころ
- 雉岡城
- 八幡神社の高札場[2]

## 隣の宿
川越児玉往還
広木宿 - 児玉宿 - 藤岡宿